# Auburn (New York)
Auburn je město ve Spojených státech amerických. Nachází se v okrese Cayuga County, jehož je zároveň správním městem, ve státě New York. Ve městě žije přibližně 27 tisíc obyvatel a jeho rozloha činí 21,8 km². Město bylo založeno roku 1793. Leží na severním pobřeží jezera Owasco. Nachází se zde mj. Věznice Auburn, která má kapacitu pro téměř 2 tisíce vězňů a vůbec nejpřísnější stupeň ostrahy. Oblast kolem města byla až do příchodu Evropanů do Ameriky pod kontrolou konfederace Irokézů.

## Rodáci
- John G. Perry (* 1947) – britský baskytarista a zpěvák
- Eric Adams (* 1952) – americký zpěvák
- Suzanne Ford (* 1949) – americká herečka
- Joey DeMaio (* 1954) – americký baskytarista
- Annie Edson Taylor (1838–1921) – americká učitelka, která se stala první osobou, která úspěšně zdolala Niagarské vodopády v sudu
- Avery Dulles (1918–2008) – americký kardinál, duchovní a teolog